# Prionomelia spododea
Prionomelia spododea là một loài bướm đêm trong họ Geometridae.